# Cardiophorus plurimus
Cardiophorus plurimus là một loài bọ cánh cứng trong họ Elateridae. Loài này được Platia & Gudenzi miêu tả khoa học năm 2002.